# المنارة (رواية)
المنارة (بالإنجليزية: The Beacon)‏ هي رواية للكاتبة البريطانية سوزان هيل، نشرت عام 2008، لأول مرة عن دار نشر تشاتو آند ويندوس. وفي العام التالي نشرت بواسطة فنتاق بوكس Vintage Books

## تقديم للرواية
ينشأ الأطفال الأربعة الرئيسيون في مزرعة قاتمة في شمال الريف تسمى "المنارة" ؛ تزوج كولن وبرنيس محليًا في مايو، وذهبت الشخصية المركزية في الرواية إلى الجامعة في لندن لكنها عادت في غضون عام. فقط فرانك الهادئ واليقظ يهرب ليصبح صحفيًا في شارع فليت. لكنه ينشر بعد ذلك رواية ناجحة عن طفولته مما يتسبب في اضطراب الأسرة.